# Spirostreptus dorsostriatus
Spirostreptus dorsostriatus är en mångfotingart som beskrevs av Henri W. Brölemann 1901. Spirostreptus dorsostriatus ingår i släktet Spirostreptus och familjen Spirostreptidae. Inga underarter finns listade i Catalogue of Life.